# 2-アミノ-3-カルボキシムコン酸セミアルデヒド
2-アミノ-3-カルボキシムコン酸セミアルデヒド(2-amino-3-carboxymuconic semialdehyde)は、トリプトファン-ナイアシン異化経路におけるトリプトファンの代謝中間体の一つ。哺乳類の組織においてこの物質から非酵素的に生成するキノリン酸は神経毒である。

## 反応
2-アミノムコン酸セミアルデヒドを経て、2-アミノムコン酸に酵素的に転換される。